# Église Saint-Jean-Baptiste de Krefeld
L'église Saint-Jean-Baptiste de Krefeld est une église catholique située dans la ville de Krefeld en Allemagne.
C'est la plus haute église de la ville .
L'église est de style néo-gothique comme beaucoup d'autres églises construites au XIXe siècle

## Historique
La construction a commencé en 1892 et s'est terminée en 1894.
L'architecte est Josef Kleesattel (de) qui a conçu un très grand nombre d'églises.

## Dimensions
Les dimensions de l'édifice sont les suivantes  :
- Hauteur intérieure : 20 m
- Longueur : 72 m
- Hauteur de la tour : 79,8 m [3]
- Nombre de places : 350